# Білоруська площа
Білору́ська пло́ща — зникла площа у Шевченківському районі міста Києва, місцевість Лук'янівка. Була розташована на перетині вулиць Коперника, Бердичівської та Шолуденка.

## Історія
Сформована наприкінці XIX століття під час формування вуличної мережі Лук'янівки. Втім, назву отримала ймовірно не раніше кінця 1940-х — середини 1950-х років. Зникла з довідників на початку 1980-х років. Нині — безіменне перехрестя.